# Johann Wilhelm Salfelder
Johann Wilhelm Salfelder war ein deutscher Orgelbauer, der von 1812 bis 1830 in Stadtilm und Tonndorf, Thüringen, tätig war.

## Schaffen
Er ist der zweite Orgelbauer, der in Stadtilm nach Petrus Kramer tätig war.

## Werke (Auswahl)
Ein großes „P“ steht für ein selbstständiges Pedal. Eine Kursivierung zeigt an, dass die betreffende Orgel nicht mehr erhalten ist oder lediglich noch der Prospekt aus der Werkstatt stammt.
| Jahr | Ort                | Kirche                   | Bild | Manuale | Register | Bemerkungen                                                 |
| ---- | ------------------ | ------------------------ | ---- | ------- | -------- | ----------------------------------------------------------- |
| 1813 | Oberhasel          | Dorfkirche               |      | I/P     | 10       | Neubau                                                      |
| 1819 | Hohenfelden        | St. Burkhard             |      | II/P    | 21       | Neubau                                                      |
| 1820 | Windischholzhausen | St. Michael              |      | II/P    | 18       | Neubau, mit Gehilfen Carl Ludolph aus Klettbach             |
| 1823 | Niederzimmern      |                          |      |         |          | Umbau                                                       |
| 1827 | Erfurt             | Predigerkirche           |      | II/P    | 40       | Erweiterung von 32 auf 40 Register                          |
| 1829 | Buchfart           | Zu unserer Lieben Frauen |      | II/P    | 12       | Neubau                                                      |
| 1830 | Ottstedt am Berge  | St. Nicolai              |      | II/P    | 11       | Umsetzung, stammt aus dem Nachlass des Statthalters Dalberg |